# Romain Del Castillo

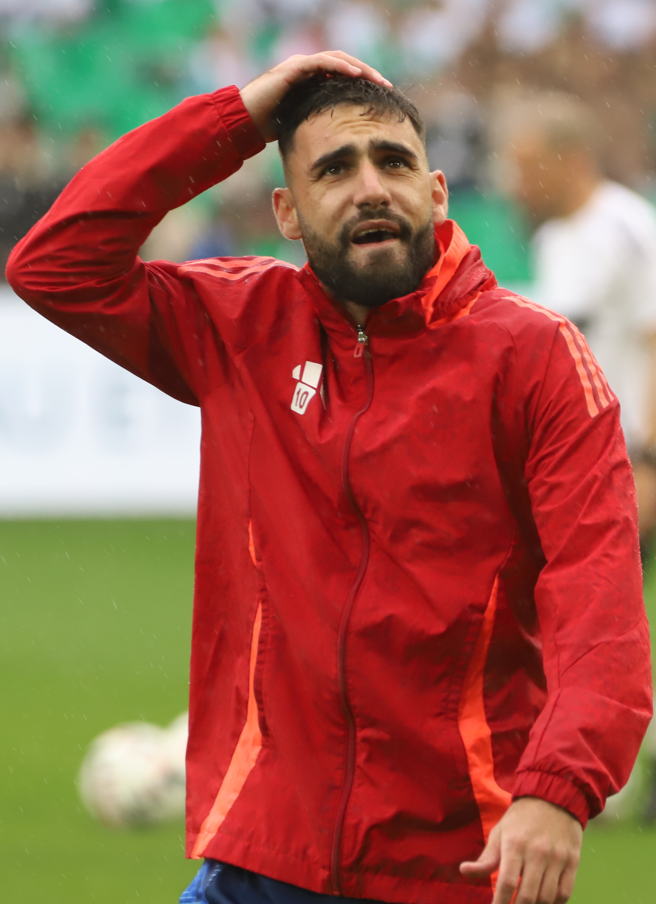

Romain Del Castillo (Lione, 29 marzo 1996) è un calciatore francese, attaccante del Brest.

## Caratteristiche tecniche
Esterno d'attacco impiegato prevalentemente a sinistra, dotato di rapidità e buona tecnica.

## Carriera

### Club

#### Olympique Lione
Nel 2012 entra nel settore giovanile dell'Olympique Lione.
Il 20 novembre 2015 debutta con la prima squadra nella partita di Ligue 1 giocata sul campo del Nizza, subentrando al 64' allo spagnolo Sergi Darder. Desta subito una buona impressione per la grinta e la freschezza in una partita ormai compromessa. Il 1º dicembre raccoglie la seconda presenza nel match contro il Nantes. Partecipa con la selezione giovanile del Lione alla Youth League, dove mette a segno un gol nella partita vinta 6-0 contro lo Zenit San Pietroburgo. Il 7 dicembre firma il primo contratto da professionista con il Lione.

#### Bourg-en-Bresse
Il 13 giugno 2016 è ceduto in prestito in Ligue 2 al club satellite del Bourg-en-Bresse. Il 26 agosto realizza il primo gol tra i professionisti nel 2-2 casalingo contro il Niort. Il 14 ottobre sigla la seconda rete personale contro l'Amiens e il 18 novembre, contro il Valenciennes, mette a segno sia il suo terzo gol che il primo assist. Chiude la stagione con 37 presenze, 5 gol e 6 assist.

#### Nîmes
Il 30 agosto 2017 è girato in prestito al Nîmes. Il 19 settembre segna il primo gol con i Coccodrilli nella trasferta vincente a Tours, partita dove è protagonista anche con due assist.

#### Rennes
Il 20 giugno 2018 è acquistato dal Rennes, firmando un contratto di quattro anni. Debutta l'11 agosto nella sconfitta in trasferta (3-1) a Lilla. Il 20 settembre esordisce in Europa League nella vittoria casalinga (2-1) sui cechi del Jablonec. Al termine della stagione festeggia il suo primo trofeo, la Coppa di Francia vinta ai rigori contro il Paris Saint-Germain.
Il 3 agosto 2019 scende in campo nei minuti finali della Supercoppa francese persa a Shenzhen contro il Paris Saint-Germain. Il 18 agosto realizza, proprio ai parigini, il primo gol in Ligue 1, che consente al Rennes di completare la rimonta (2-1).

#### Brest
Il 31 agosto 2021, a stagione già iniziata, passa al Brest.

## Statistiche

### Presenze e reti nei club
Statistiche aggiornate all'11 ottobre 2023.
| Stagione        | Squadra         | Campionato      | Campionato | Campionato | Coppe nazionali | Coppe nazionali | Coppe nazionali | Coppe continentali | Coppe continentali | Coppe continentali | Altre coppe | Altre coppe | Altre coppe | Totale | Totale |
| Stagione        | Squadra         | Comp            | Pres       | Reti       | Comp            | Pres            | Reti            | Comp               | Pres               | Reti               | Comp        | Pres        | Reti        | Pres   | Reti   |
| --------------- | --------------- | --------------- | ---------- | ---------- | --------------- | --------------- | --------------- | ------------------ | ------------------ | ------------------ | ----------- | ----------- | ----------- | ------ | ------ |
| 2015-2016       | O. Lione        | L1              | 2          | 0          | CF+CdL          | 0+1             | 0               | UCL                | -                  | -                  | SF          | -           | -           | 3      | 0      |
| 2016-2017       | Bourg-en-Bresse | L2              | 37         | 5          | CF+CdL          | 0+1             | 0               | -                  | -                  | -                  | -           | -           | -           | 38     | 5      |
| 2017-2018       | Nîmes           | L2              | 29         | 4          | CF+CdL          | 3+0             | 0               | -                  | -                  | -                  | -           | -           | -           | 32     | 4      |
| 2018-2019       | Rennes          | L1              | 29         | 0          | CF+CdL          | 2+1             | 0               | UEL                | 4                  | 0                  | -           | -           | -           | 36     | 0      |
| 2019-2020       | Rennes          | L1              | 21         | 2          | CF+CdL          | 5+1             | 0               | UEL                | 5                  | 0                  | SF          | 1           | 0           | 32     | 2      |
| 2020-2021       | Rennes          | L1              | 25         | 0          | CF              | 1               | 0               | UCL                | 4                  | 0                  |             | -           | -           | 30     | 0      |
| ago. 2021       | Rennes          | L1              | 3          | 0          | CF              | 0               | 0               | UECL               | 2                  | 1                  |             | -           | -           | 5      | 1      |
| Totale Rennes   | Totale Rennes   | Totale Rennes   | 78         | 2          |                 | 10              | 0               |                    | 15                 | 1                  |             | 1           | 0           | 104    | 3      |
| ago. 2021-2022  | Brest           | L1              | 19         | 0          | CF              | 0               | 0               |                    | -                  | -                  |             | -           | -           | 19     | 0      |
| 2022-2023       | Brest           | L1              | 27         | 6          | CF              | 0               | 0               |                    | -                  | -                  |             | -           | -           | 27     | 6      |
| 2023-2024       | Brest           | L1              | 29         | 8          | CF              | 3               | 0               |                    | -                  | -                  |             | -           | -           | 32     | 8      |
| Totale Brest    | Totale Brest    | Totale Brest    | 75         | 14         |                 | 3               | 0               |                    | -                  | -                  |             | -           | -           | 78     | 14     |
| Totale carriera | Totale carriera | Totale carriera | 221        | 25         |                 | 18              | 0               |                    | 15                 | 1                  |             | 1           | 0           | 255    | 26     |

## Palmarès

### Club

#### Competizioni nazionali
- Coppa di Francia: 1

Rennes: 2018-2019